# Anathallis seriata
Anathallis seriata là một loài thực vật có hoa trong họ Lan. Loài này được (Lindl.) Luer & Toscano mô tả khoa học đầu tiên năm 2009.